# Сікора
Сіко́ра (Leptasthenura) — рід горобцеподібних птахів родини горнерових (Furnariidae). Представники цього роду мешкають в Південній Америці.

## Опис
Сікори — дрібні птахи, середня довжина яких становить 14-19 см, а вага 8-16 г. Забарвлення сікор переважно коричневе. Вони мають короткі, округлі крила, короткі, гострі дзьоби і довгі, східчасті хвости з гострими перами. У деяких видів сікор є чуби. Своєю поведінкою і живленням сікори дещо нагадують представників родини синицевих. Вони гніздяться в норах або в покинутих гніздах інших птахів.

## Види
Виділяють дев'ять видів:
- Сікора бура (Leptasthenura fuliginiceps)
- Сікора чубата (Leptasthenura platensis)
- Сікора вохристочерева (Leptasthenura aegithaloides)
- Сікора строката (Leptasthenura striolata)
- Сікора перуанська (Leptasthenura pileata)
- Сікора червоноголова (Leptasthenura xenothorax)
- Сікора світлогорла (Leptasthenura striata)
- Сікора андійська (Leptasthenura andicola)
- Сікора араукарієва (Leptasthenura setaria)

## Етимологія
Наукова назва роду Leptasthenura походить від сполучення слів дав.-гр. λεπτος — тонкий, ασθενης — слабкий і ουρα — хвіст.